# Zodarion thoni
Zodarion thoni är en spindelart som beskrevs av Josef Nosek 1905. Zodarion thoni ingår i släktet Zodarion och familjen Zodariidae. Inga underarter finns listade i Catalogue of Life.